# Ordre de succession à l'ancien trône d'Autriche-Hongrie
Pour les articles homonymes, voir Trône (homonymie).

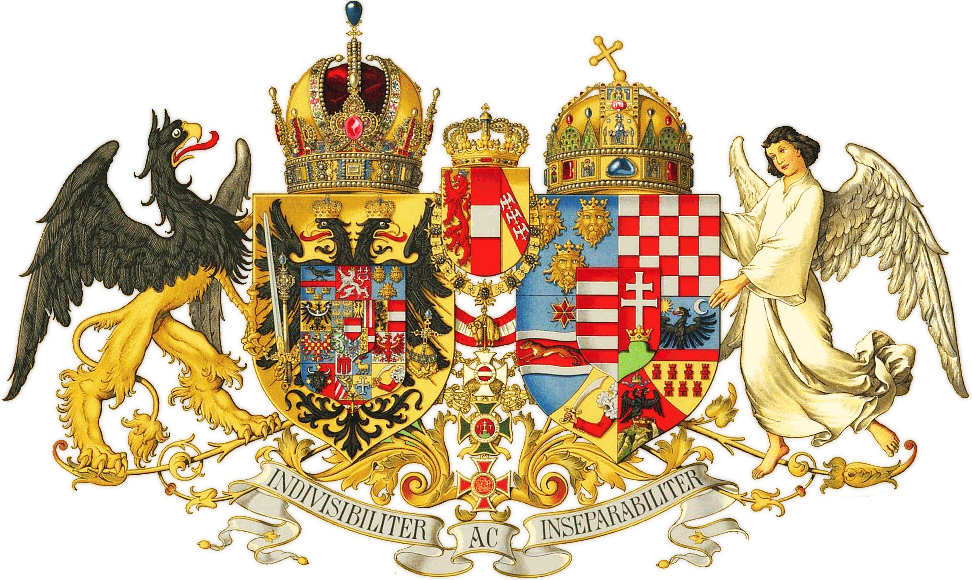
Les grandes armes fixées pour la dernière fois en 1915 : la Double Monarchie unie par sa Dynastie.

L'ordre de succession à l'ancien trône d'Autriche-Hongrie réunit l'ensemble des personnes susceptibles de pouvoir prétendre aux titres de chef de la Maison de Habsbourg-Lorraine et d'hériter de l'ancien trône impérial et royal austro-hongrois.
Cet ordre repose en partie sur la Pragmatique sanction de l'empereur Charles VI du Saint-Empire (1713) qui établissait l'indivisibilité des territoires placés sous la domination de la Maison de Habsbourg : l'archiduché d'Autriche, les royaumes de Bohême et de Hongrie ainsi que leurs dépendances (Pays-Bas, Silésie, etc.). Après 1804, les règles de succession autrefois appliquées aux territoires appartenant encore aux Habsbourg-Lorraine passent à l'empire d'Autriche puis, à partir de 1867, à l'Empire austro-hongrois. En 1918, la chute des Habsbourg-Lorraine aboutit à la division de leur empire en différents États, mais l'ordre successoral à l'intérieur de l'ancienne Maison impériale et royale reste le même.
Sont éligibles à la succession au trône austro-hongrois tous les membres masculins de la Maison de Habsbourg-Lorraine issus d'une union légitime et acceptée par le chef de famille. L'ordre successoral s'appuie en effet sur l'idée de primogéniture mâle (« loi salique ») et exclut donc l'ensemble des femmes et des enfants naturels ou issus de mariages morganatiques. Malgré tout, la Pragmatique Sanction de 1713 établit que les femmes sont susceptibles d'accéder au rang de chef de famille dans le cas où toute descendance masculine serait éteinte à l'intérieur de la Maison. Outre ces exigences généalogiques, les membres de la Maison de Habsbourg-Lorraine doivent professer la foi catholique pour intégrer l'ordre de succession.

## La Maison de Habsbourg-Lorraine

Les petites armes des Habsbourg-Lorraine : un tiercé en pal de Habsbourg, Autriche et Lorraine.

Les descendants de l'impératrice Marie-Thérèse Ire de Hongrie (issue de la Maison de Habsbourg) et de l'empereur François Ier du Saint-Empire (issu de la Maison de Lorraine) forment la Maison de Habsbourg-Lorraine.
Les membres masculins de la Maison de Habsbourg-Lorraine (qu'ils appartiennent à la branche austro-hongroise, toscane ou modénoise de la famille) portent tous les titres d'archiduc d'Autriche et de prince de Hongrie et de Bohême ainsi que le prédicat d'Altesse Impériale et Royale. Dès leur naissance, l'ensemble de ces princes entre dans l'ordre de succession au trône austro-hongrois.
Cependant, les descendants de la famille impériale issus d'unions morganatiques sont exclus de la Maison de Habsbourg-Lorraine et portent généralement le nom d'un château de la famille impériale (comme la branche des comtes de Mérano ou celle des ducs de Hohenberg). Ces princes sont également exclus de la succession impériale. C'est le cas par exemple en 1916 du prince Maximilien de Hohenberg, du fait du mariage morganatique que son père François-Ferdinand avait contracté en 1900 avec Sophie Chotek.

## La Pragmatique Sanction

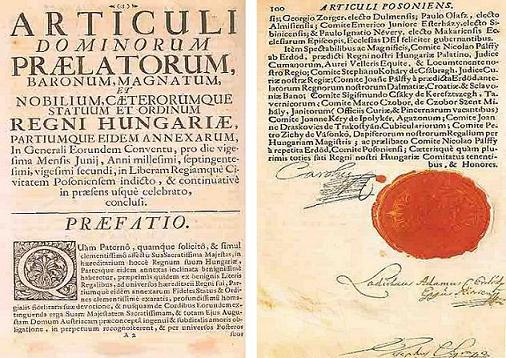
La Pragmatique Sanction de l'empereur Charles VI.

La Pragmatique Sanction est une loi fondamentale édictée par l'empereur Charles VI du Saint-Empire en 1713. Le dernier des représentants mâles de la Maison de Habsbourg n'ayant eu aucune descendance masculine et sa Maison allant s'éteindre avec lui, il a désiré régler la succession de ses États (archiduché d'Autriche, royaumes de Hongrie et de Bohême et territoires dépendant de ceux-ci) en les transmettant à sa fille, la future impératrice Marie-Thérèse de Hongrie, et à son gendre, le futur empereur François Ier du Saint-Empire (lui-même issu de la Maison de Lorraine).
Charles VI a ensuite cherché à obtenir la reconnaissance de sa Pragmatique Sanction par les autres royaumes européens, ce qu'il a progressivement réussi à faire. Malgré tout, à sa mort, en 1740, a éclaté la Guerre de Succession d'Autriche et c'est seulement au traité d'Aix-la-Chapelle de 1748 que la succession a véritablement été assurée à la nouvelle Maison de Habsbourg-Lorraine.

## Ordre de succession
Les personnes figurant dans la liste ci-après ont toutes droits aux honneurs de la Première Partie de l'Almanach de Gotha, qui traite des maisons souveraines (régnantes ou ayant  régné).
L'actuel prétendant (« no 0 » de la liste) au trône d'Autriche-Hongrie est le prince Charles de Habsbourg-Lorraine (« Charles II »), né le 11 janvier 1961. Il est prétendant au trône depuis la renonciation de son père, Otto de Habsbourg-Lorraine (1912-2011) (« Othon Ier », 1912-2011), archiduc d'Autriche, prince royal Hongrie, le 1er janvier 2007.
Descendant de Charles de Habsbourg-Lorraine (« Charles II », né en 1961), fils d'Otto de Habsbourg-Lorraine (« Othon Ier »)
1. Archiduc Ferdinand de Habsbourg-Lorraine (né en 1997), fils de Charles

Descendants d'Otto de Habsbourg-Lorraine (« Othon Ier », 1912-2011) ;  fils de l'empereur Charles Ier d'Autriche
1. Archiduc Georges de Habsbourg-Lorraine (né en 1964), fils d'Otto
2. Archiduc Karl Constantin de Habsbourg-Lorraine (né en 2004), fils de Georges

Descendants de l'empereur Charles Ier d'Autriche (1887-1922)
* Descendants de Robert d'Autriche-Este (1915-1996)
1. Archiduc Laurent d'Autriche-Este (né en 1955), fils de Robert d'Autriche-Este (1915-1996), lui-même fils de  l'empereur Charles Ier
2. Prince Amédée de Belgique (né en 1986), prince de Belgique, archiduc d'Autriche, fils de Laurent
3. Archiduc Maximilian d'Autriche-Este (né en 2019) archiduc d'Autriche, fils du précédent
4. Prince Joachim de Belgique (né en 1991), prince de Belgique, archiduc d'Autriche, fils de Laurent
5. Archiduc Gérard d'Autriche-Este (né en 1957), fils de Robert
6. Archiduc Martin d'Autriche-Este (né en 1959), fils de Robert
7. Archiduc Barthélémy d'Autriche-Este (né en 2006), fils de Martin
8. Archiduc Emmanuel d'Autriche-Este (né en 2008), fils de Martin
9. Archiduc Louis-Amédée d'Autriche-Este (né en 2011), fils de Martin

* Descendants de Félix d'Autriche (1916-2011)
1. Archiduc Charles-Philippe  de Habsbourg-Lorraine (né en 1954), fils de l'archiduc Felix (1916-2011), lui-même fils de l'empereur Charles Ier ; marié à Anne-Eugénie d'Arenberg
2. Archiduc Félix  de Habsbourg-Lorraine (né en 1996), fils de Raymond (1958-2008), lui-même fils de Félix
3. Archiduc Étienne [1] d'Autriche-Lorraine (né en 1961), fils de Félix
4. Archiduc André  de Habsbourg-Lorraine (né en 1994), fils d'Étienne
5. Archiduc Paul  de Habsbourg-Lorraine (né en 1997), fils d'Étienne

* Descendants de Charles-Louis d'Autriche (1918-2007)
1. Archiduc Rudolf de Habsbourg-Lorraine (né en 1950), fils de Charles-Louis (1918-2007), lui-même fils de  l'empereur Charles Ier ; marié à la  baronne Hélène de Villenfagne de Vogelsanck
2. Archiduc Charles-Christian de Habsbourg-Lorraine (Karl Christian) (né en 1977), fils du précédent ; marié à  Estelle de Saint-Romain
3. Archiduc Johannes de Habsbourg-Lorraine (né en 1981), prêtre, frère du précédent
4. Archiduc Thomas de Habsbourg-Lorraine (né en 1986), frère du précédent
5. Archiduc François-Louis de Habsbourg-Lorraine (né en 1988), frère du précédent
6. Archiduc Michel de Habsbourg-Lorraine (né en 1990), frère du précédent
7. Archiduc Joseph de Habsbourg-Lorraine (né en 1991), frère du précédent
8. Archiduc Charles-Christian de Habsbourg-Lorraine (né en 1954), fils de Charles-Louis (1918-2007), lui-même fils de  l'empereur Charles Ier
9. Archiduc Emeric de Habsbourg-Lorraine (né en 1985), fils du précédent
10. Archiduc Christophe de Habsbourg-Lorraine (né en 1988), frère du précédent
11. Archiduc Alexandre de Habsbourg-Lorraine (né en 1990), frère du précédent

* Descendants de Rodolphe d'Autriche (1919-2010)
1. Archiduc Charles-Pierre de Habsbourg-Lorraine (Karl Peter) (né en 1955), fils de Rodolphe (1919-2010), lui-même fils de l'empereur Charles Ier
2. Archiduc Laurent (né en 2003), fils du précédent
3. Archiduc Siméon de Habsbourg-Lorraine (né en 1958), fils de Rodolphe (1919-2010), lui-même fils de l'empereur Charles Ier
4. Archiduc Jean de Habsbourg-Lorraine (Johannes) (né en 1997), fils du précédent
5. Archiduc Louis de Habsbourg-Lorraine (Ludwig) (né en 1998), frère du précédent
6. Archiduc Philippe de Habsbourg-Lorraine (Philipp) (né en 2007), frère du précédent

Descendants de l'archiduc Maximilien d'Autriche (1895-1952), frère de l'empereur Charles Ier
1. Archiduc Maximilien de Habsbourg-Lorraine (né en 1961)
2. Archiduc Nicolas de Habsbourg-Lorraine (né en 2005)
3. Archiduc Constantin de Habsbourg-Lorraine (né en 2007)
4. Archiduc Philippe de Habsbourg-Lorraine (né en 1962)
5. Archiduc Ferdinand de Habsbourg-Lorraine (né en 1965)
6. Archiduc Jacob-Maximilien de Habsbourg-Lorraine (né en 2002)
7. Archiduc Conrad de Habsbourg-Lorraine (né en 1971)

Descendants de l'archiduc et grand-duc souverain Ferdinand IV de Toscane (1835-1908)
1. Archiduc Sigismond de Habsbourg-Toscane, grand-duc (titulaire) de Toscane (né en 1966) (Chef des Habsbourg de Toscane), arrière-arrière-arrière-petit-fils de l'empereur Léopold II du Saint-Empire à travers son fils le grand-duc Ferdinand III de Toscane, fils de Léopold-François (1942-2021)
2. Archiduc Amadée de Habsbourg-Toscane, Grand Prince de Toscane (2001-), fils de Sigismond (1966-)
3. Archiduc Maximilien de Habsbourg-Toscane, Prince de Toscane (2004-), fils de Sigismond (1966-)
4. Archiduc Gontran de Habsbourg-Toscane, Prince de Toscane (1967-), fils de Léopold-François  (1942-2021)
5. Archiduc Radbot de Habsbourg-Toscane, Prince de Toscane (1938-), fils de Georges (1905-1952)
6. Archiduc Georges de Habsbourg-Toscane, Prince de Toscane (1952-), fils de Georges (1905-1952)

Descendants de l'archiduc Charles Salvator de Habsbourg-Toscane (1839-1892, frère du grand-duc souverain Ferdinand IV de Toscane)
1. Archiduc Dominique de Habsbourg-Toscane, Prince de Toscane (né en 1937)
2. Archiduc Leopold de Habsbourg-Toscane, Prince de Toscane (né en 1956)
3. Archiduc Alexandre-Salvator de Habsbourg-Toscane, Prince de Toscane (né en 1959)
4. Archiduc Constantin de Habsbourg-Toscane, Prince de Toscane (né en 2002)
5. Archiduc Paul-Salvator de Habsbourg-Toscane, Prince de Toscane (né en 2003)
6. Archiduc André-Salvator de Habsbourg-Toscane, Prince de Toscane (né en 1936)
7. Archiduc Thaddée-Salvator de Habsbourg-Toscane, Prince de Toscane (né en 2002)
8. Archiduc Casimir-Salvator de Habsbourg-Toscane, Prince de Toscane (né en 2003)
9. Archiduc Marc de Habsbourg-Toscane, Prince de Toscane (né en 1946)
10. Archiduc Jean de Habsbourg-Toscane, Prince de Toscane (né en 1947)
11. Archiduc Michel de Habsbourg-Toscane, Prince de Toscane (né en 1949)
12. Archiduc Charles-Salvator de Habsbourg-Toscane, Prince de Toscane (né en 1936)
13. Archiduc Jean de Habsbourg-Toscane, Prince de Toscane (né en 1974)
14. Archiduc Bernard de Habsbourg-Toscane, Prince de Toscane (né en 1977)
15. Archiduc Benoît de Habsbourg-Toscane, Prince de Toscane (né en 1983)

Descendants de l'archiduc Joseph de Habsbourg-Lorraine, Palatin de Hongrie (1776-1847)
1. Archiduc Joseph-Charles de Habsbourg-Hongrie (né en 1960) (Chef de la branche des Habsbourg de Hongrie), fils de Joseph-Arpad de Habsbourg-Hongrie (1933-2017), lui-même arrière-arrière-arrière-petit-fils de l'empereur Leopold II du Saint-Empire à travers son fils l'archiduc Joseph, palatin de Hongrie
2. Archiduc Joseph de Habsbourg-Hongrie (né en 1994)
3. Archiduc Paul-Léo de Habsbourg-Hongrie (né en 1996)
4. Archiduc André-Augustin de Habsbourg-Hongrie (né en 1963)
5. Archiduc Frédéric-Cyprien de Habsbourg-Hongrie (né en 1995)
6. Archiduc Pierre de Habsbourg-Hongrie (né en 1997)
7. Archiduc Benoît-Alexandre de Habsbourg-Hongrie (né en 2005), fils d'André-Augustin (1963-)
8. Archiduc Nicolas de Habsbourg-Hongrie (né en 1973)
9. Archiduc Nicolas de Habsbourg-Hongrie (né en 2003), fils de Nicolas (1973-)
10. Archiduc Jacques de Habsbourg-Hongrie (né en 2006), fils de Nicolas (1973-)
11. Archiduc Jean de Habsbourg-Hongrie (né en 1975)
12. Archiduc Géza de Habsbourg-Hongrie (né en 1940)
13. Archiduc Michael de Habsbourg-Hongrie (né en 1942)
14. Archiduc Edouard de Habsbourg-Hongrie (né en 1967)
15. Archiduc Paul-Benoît de Habsbourg-Hongrie (né en 2000)
16. Archiduc Paul-Rudolphe de Habsbourg-Hongrie (né en 1968)